# Fou de Jerry
Pour plus de détails, voir Fiche technique et Distribution.
Fou de Jerry (I'm Just Wild about Jerry) est un cartoon de Tom et Jerry réalisé par Chuck Jones et Maurice Noble, produit par la Metro-Goldwyn-Mayer sorti en 1965.

## Musique
- Eugene Poddany